# Euricles
Euricles (Eurycles, Εὐρυκλῆς) fue un arquitecto espartano que construyó los magníficos baños de Corinto que fueron adornados con espléndidos mármoles.
Lo cita Pausanias en su obra (Descripción de Grecia 2.3.5).